# Censura en Portugal

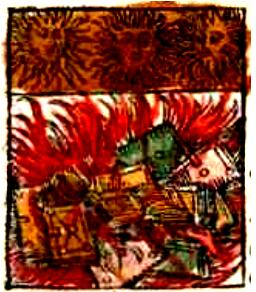
Quema de libros, por Hartmann Schedel, en su Liber chronicarum

La censura en Portugal fue uno de los elementos condicionantes de la cultura nacional, a lo largo de toda su historia. Desde muy temprano el país fue sujeto por las leyes que limitaban la libertad de expresión, primero, como resultado de la influencia de la Iglesia católica, desde el tiempo de Don Fernando, que encargó al papa Gregorio XI que instituyera la Censura episcopal (o censura del Ordinario de la Diócesis). El poder civil pasó, más tarde, a reglamentar también la publicación de textos escritos. En la memoria de los portugueses aún está presente la política del régimen del Estado Novo que institucionalizó un estricto control de los medios de comunicación, recurriendo, para este efecto, a la censura previa de los periódicos y al secuestro sistemático de libros. De hecho, cada régimen político tuvo siempre el cuidado de legislar en relación con la libertad de prensa - en la mayor parte de los casos, restringiéndola. En cinco siglos de historia de la prensa portuguesa, cuatro fueron dominados por la censura. Sin embargo, la censura entró también en otros dominios, como en el teatro (desde Gil Vicente), en la radio, en la televisión y en el cine. 
A lo largo de la historia portuguesa fueron muchas las formas de persecución a intelectuales, que trazaron un panorama negro en la historia de su cultura: la prisión y la muerte fueron también frecuentemente el castigo de quien osaba expresar aquello que pensaba, contrariando el discurso oficial del Estado.

## Los inicios de la censura

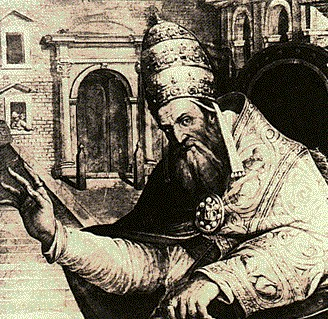
Papa Gregorio XI, que instituyó la Censura del Ordinario (responsabilidad de los obispos) en Portugal, solicitado por Fernando I de Portugal.

Los primeros libros que se sabe con certeza que fueron censurados en Portugal por el poder regio fueron las obras de John Wyclif y de Jan Hus, prohibidas y mandadas quemar el 18 de agosto de 1451, por Alfonso V de Portugal.
Más tarde, hay noticia de la represión de la divulgación de textos luteranos por parte de Manuel I de Portugal, lo que llevó al papa León X a agradecérselo oficialmente el 20 de agosto de 1521.

## El Cardenal Don Enrique y el inicio de la Censura Inquisitorial
Con la instauración de la Inquisición en Portugal por la bula Cum ad nihil magis, del 23 de mayo de 1536, se prohibía la enseñanza de la religión judaica entre los "cristianos nuevos" (y entre los cristianos viejos, como es obvio) y el uso de las Sagradas Escrituras "en lenguaje" (o sea, en lenguaje vulgar, en vez del latín). Pasaron a existir tres entidades censoras: la censura del Santo Ofício, la censura regia (o del Desembargo do Paço) y censura ordinaria. 
Los primeros documentos que existen relativos a la concesión de licencias para la impresión se refieren a las obras de Baltasar Días (el 20 de febrero de 1537) y a la Cartinha, una introducción a la "Gramática" de João de Barros, en 1539.

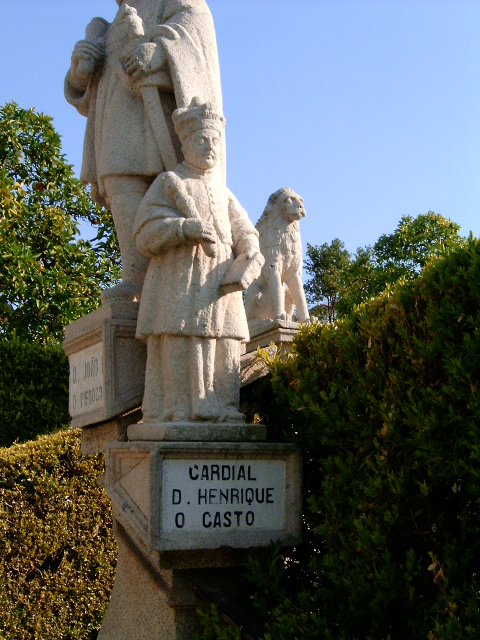
Cardenal Don Enrique, aquí representado en la escalera de los reyes, en el Palacio Episcopal de Castelo Branco, fue el gran impulsor de la censura inquisitorial en Portugal

El 2 de noviembre de 1540, el cardenal D. Enrique, nombrado Inquisidor Mayor por Juan III de Portugal, daba al prior de la Orden de Santo Domingo la autoridad para verificar el tipo de libros vendidos en librerías públicas o privadas, además de prohibir la impresión de cualquier libro sin examen previo. Hasta 1598, la reventa de libros fue, gracias a esta medida, monopolio de los Dominicos, cuando el Inquisidor General António de Matos Noronha cedió este privilegio a otras órdenes clericales.
El 16 de julio de 1547, la censura se hace un poco más leve gracias a las directrices apuntadas en la bula sobre la Inquisición, Meditatis cordis, pero aparece también el primer Index Librorum Prohibitorum, un índice de libros prohibidos, en Portugal, como consecuencia del Quinto Concilio de Letrán (1515). La lista reproduce básicamente los libros proscritos por la Sorbona en 1544 y por la Universidad de Lovaina, en 1546. 
Como consecuencia del descubrimiento por la Inquisición de libros prohibidos en la posesión de profesores extranjeros del Colegio de las Artes, la vigilancia sobre los libros se extiende también a las aduanas, que pasan a verificar más detalladamente la ortodoxia de los libros que entran en el país. El 4 de julio de 1551 es publicado otro Índex, donde los censores portugueses, tal como Israel Salvador Revah indican en "La Censure Inquisitoriale Portugaise au XVI siècle" (1960), juntan las obras proscritas por los teólogos de Lovaina, los libros catalogados por el erudito suizo Conrad Gesner en su Bibliotheca Universalis, además de otras obras, entre las cuales se cuentan siete autos de Gil Vicente. Este será el primer Índex portugués que fue impreso y que será divulgado en todo el territorio nacional por los inquisidores que, de acuerdo con el Regimento de la Santa Inquisición del 3 de agosto de 1552, deberían publicar ejemplares, además de obligar a la entrega de todos los libros indicados en la lista, denunciando quién los poseyera.

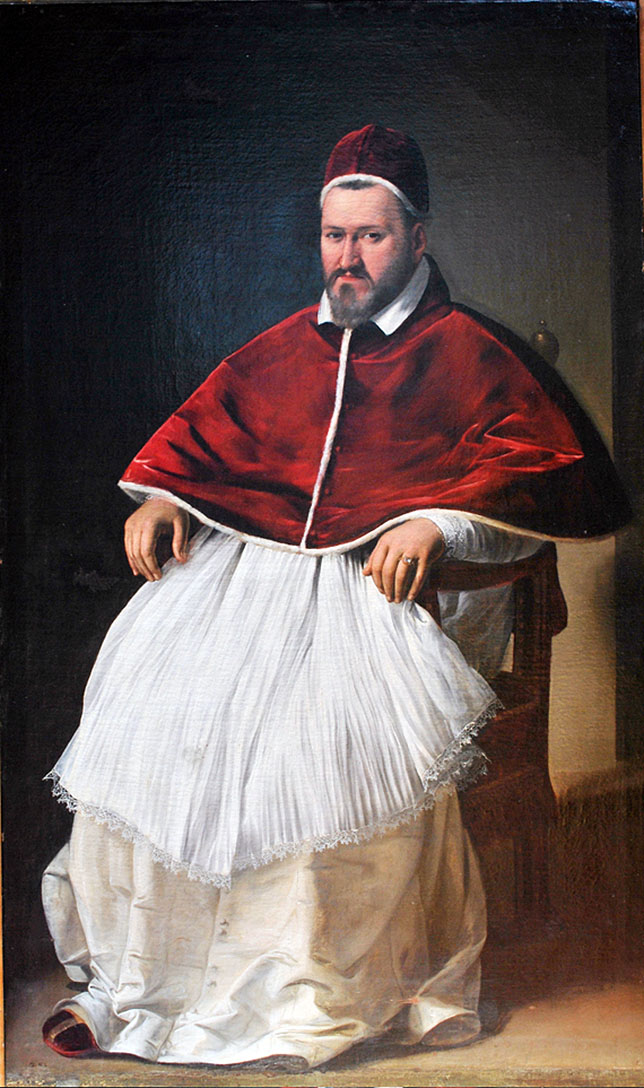
Paulo V, papa conocido por su severidade, fue el fiscal del primero Índex romano, inspirado, en parte, en el que se hacía en cuestión de censura, en Portugal

Juan III de Portugal, en 1555, daba un ejemplo explícito de lo que debería ser la censura previa, al encargar al Corregidor de la Cámara del Puerto la revisión del Tratado del Arte de Aritmética, publicado ese año por el matemático portugués Bento Fernandes. 
En 1557, el papa Paulo IV, siguiendo el ejemplo de la Universidad de Lovaina y de las diligencias de Carlos I de España, ordenó la creación del Índex romano, publicado el año siguiente (y reeditado en Coímbra por el obispo João Suenes), donde se sentenciaba a la pena de excomunión latae sententitae (que implicaba excomunión automática) y a la "perpetua infamia" a quien poseyera tales libros. La severidad de este papa desencadenó una ola de pánico entre los libreros e intelectuales europeos. Portugal no fue excepción. 
En 1561, el dominico Francisco Foreiro compiló un nuevo Índex a petición del Cardenal Don Enrique que escribió como preámbulo una carta en la que, no siendo tan severo como el Índex de la Santa Sede, proclamaba la necesidad de una "censura previa".
El 21 de octubre de 1561, el Inquisidor Mayor definió los deberes de los "visitadores de las naves", que a partir de entonces pasarán revista a las obras traídas del extranjero por el mar. 

Sebastián I de Portugal, legislador de un conjunto de severas sanciones para quienes osaran infringir las leyes de la censura.

Sin embargo, la actitud censoria en Portugal fue abiertamente reconocida por el papa Pío IV que llamó a fray Francisco Foreiro a hacer de secretario de la comisión del Concilio de Trento ocupada con la revisión del Índex de Paulo IV. El fraile portugués fue el principal autor de las diez reglas - que serían posteriormente aplicadas a todo el mundo católico - que precedían el Índex salido del Concilio, promulgado en 1564 por el papa Paulo V, así como de todos los índices que se sucederían en el futuro. El Índex tridentino fue publicado en Lisboa, el mismo año, juntamente con una adenda, el "Rol dos livros que neste Reino se proibem" - como se hará en todos los siguientes índices publicados en Portugal.
Sebastián I de Portugal, a través de una ley del 18 de junio de 1571, también tuvo un papel importante en la legislación portuguesa relativa a la censura, al definir las penas civiles a aplicar a quienes poseyeran obras prohibidas. Entre las sanciones, hay que citar desde la pérdida de la cuarta parte de los bienes del infractor a la pérdida de la mitad, incrementada con la pena del exilio en Brasil o en África. La pena de muerte era igualmente contemplada. El 4 de diciembre de 1576, se hizo obligatoria la censura del Desembargo do Paço, aún después de la aprobación por la censura del Santo Ofício o por la censura del ordinario.
Después de la muerte del Cardenal D. Enrique, aún hay que mencionar la decisión del Inquisidor Mayor Jorge que, el 15 de julio de 1579, ordena la quema pública de libros en los autos de fe.

## Índices portugueses hasta a la extinción de la Inquisición

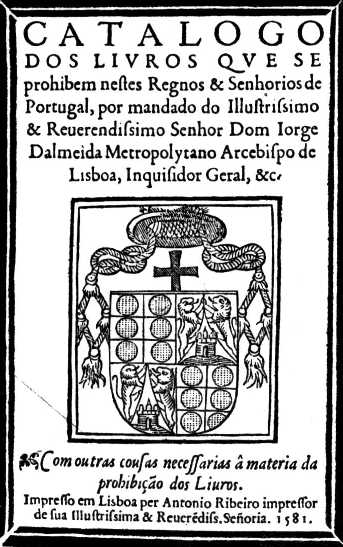
Portada del Índex de 1581, publicado por D. Jorge de Almeida

En 1581, Jorge de Almeida publica un nuevo Índex en el que se reimprime el documento tridentino de 1564.
El Regulamento do Conselho Geral do Santo Ofício del 1 de marzo de 1570 estipulaba que los inquisidores locales dejaban de tener autoridad para realizar censura previa, que pasó a ser de la competencia de los revendedores de este organismo. 
El Papa Clemente VIII publicó entretanto el Índex de 1596, el último de este siglo, reimpreso en Lisboa el año siguiente. 
Las Ordenações Filipinas de 1603, realizadas durante el reinado de Filipe II de Portugal reafirman la obligatoriedad de la censura previa civil, tal como había sido impuesto por Sebastián I. 
En 1624, el Inquisidor Mayor Fernando Martins Mascarenhas ordenó la publicación del primer Índex del siglo XVII, realizado por el jesuita Baltasar Álvares. Tiene la novedad de incluir nuevas directrices generales - las reglas del Catálogo de Portugal - además de las que pertenecían al Catálogo Universal Romano. El Índex estaba constituido de tres partes: el Índex tridentino, el Index pro Regnis Lusitaniae y una sección (el primer Índice expurgatorio portugués) que está dedicado a la eliminación de cualesquier libro sobre las Escrituras Sagradas, filosofía, teología, ocultismo e incluso la ciencia y la literatura. Este nuevo Índex se mantendría en vigor hasta al siglo XVIII. 
El 29 de abril de 1722 hay, con todo, una excepción memorable y única, por lo que se sabe, a este ciclo, con la exención de cualquier tipo de censura, especialmente de la censura inquisitorial, para a Real Academia de Historia, por un Decreto del 29 de abril de 1722. 
Con el régimen liberal, la extinción de la Inquisición en Portugal llevó también, como es obvio, a la extinción de la Censura Inquisitorial.

## La Real Mesa Censora

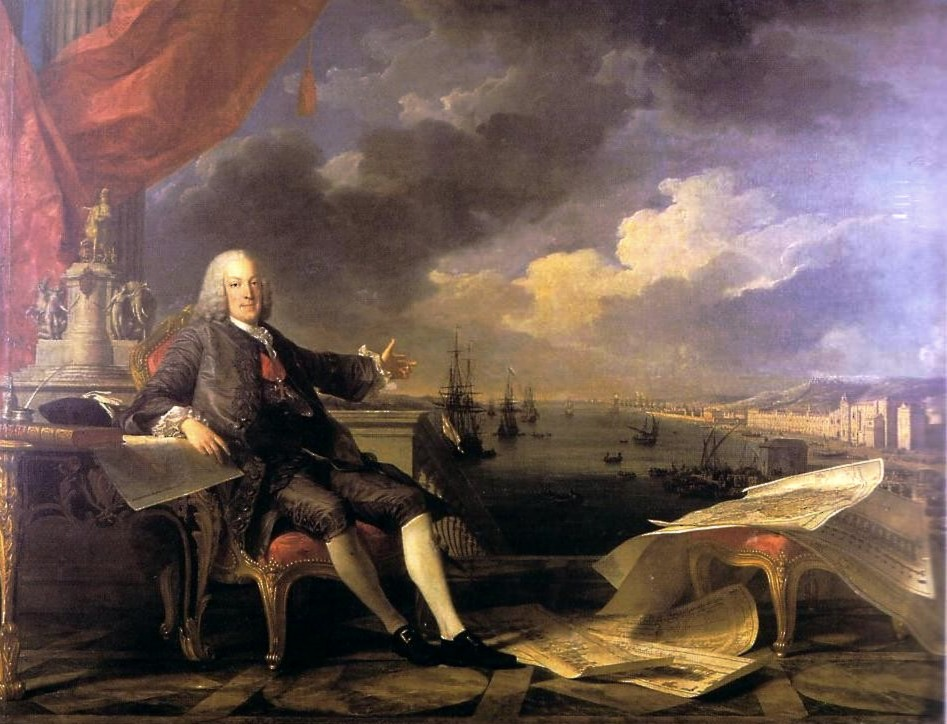
El Marqués de Pombal fue el primer gran reformador de la censura en Portugal, al dirigirla a la defensa política, en lugar de la religión.

El Marqués de Pombal simplificó el proceso de censura de las publicaciones de libros al constituir un único tribunal denominado Real Mesa Censora, cuya presidencia fue concedida a Manuel do Cenáculo - el mismo que inspiró al Marqués a fundar una grand Biblioteca Nacional. También minimizó la censura contra "actos heréticos", al dirigir la represión contra los masones y los jesuitas, vistos como una amenaza al poder real.
De hecho, la gran preocupación del reinado de José I de Portugal es la eliminación de cualquier injerencia en el poder absoluto del rey, visto como soberano, ungido de Dios Todopoderoso, inmediato a su divina omnipotencia, y tan independiente que no reconoce en la tierra señor superior temporal (citado de la Deducción Cronológica y Analítica de 1767) de acuerdo con las nuevas tendencias filosóficas y teológicas (como el jansenismo). 

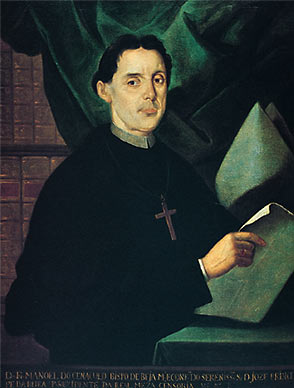
Fray Manuel do Cenáculo, presidente de la Real Mesa Censoria

En la ley del 5 de abril de 1768 es reafirmado el derecho de la "soberanía temporal" a la prohibición de determinados "libros y papeles perniciosos", ahora en una perspectiva de defensa política. Por esta ley se proscriben determinados documentos emanados por la Santa Sede, como la célebre Bula de Ceia (que arrogaba en exclusividad al Papa determinados poderes ahora reivindicados por el monarca) y los Índices expurgatorios. Estos Índices, como el de 1624, eran presentados como un estratagema subversiva de los Jesuitas del Colegio de San Antonio, un importante centro de enseñanza e investigación - actualmente es el Hospital de San José. 
Es también por esta ley por lo que la Real Mesa Censoria es instituida, uniendo en sí las tres antiguas reparticiones de la censura, dirigida por "Censores Régios" - entre los cuales se encuentra un inquisidor de Lisboa y el vicario-general del Patriarcado - y presentada como una "Junta" con "jurisdicción privativa y exclusiva en todo lo que pertenencia al examen, aprobación y reprobación de los libros y papeles", con la publicación regular de las obras proscritas.

## El Liberalismo

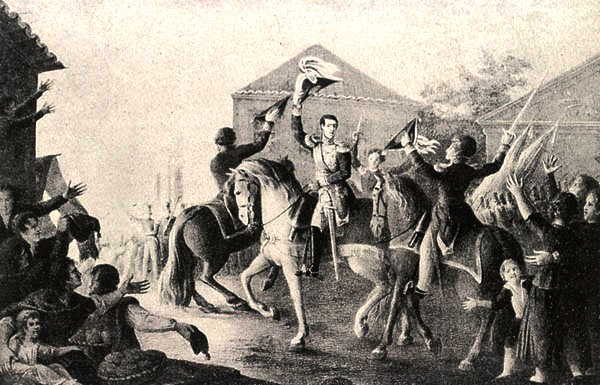
La Vilafrancada, liderada por D. Miguel, representa el final del corto periodo de libertad de prensa, preconizado por el liberalismo.

Con la Carta de Ley del 21 de junio de 1787, María I de Portugal sustituye la Real Mesa Censoria por la Mesa de la Comisión General sobre el Examen y Censura de los Libros, teniendo la reina pedido al Papa Pío VI que dotara este organismo de la jurisdicción necesaria para la censura de obras en todo el Imperio portugués. El 17 de diciembre de 1793, se vuelve a un régimen semejante al anterior a la Mesa Censoria, con la separación de tres "Autoridades": la Pontificia, la Real y la Episcopal - lo que significa, de hecho, que la Inquisición volvía a imponerse en tierras portuguesas. Pero los tiempos son de cambio. Algunas publicaciones periódicas, como el Correio Brasiliense (1808), el Investigador Português (1811) y el Campeão Português, consiguen en este periodo sustrairse a la investigación policial. Las Invasiones francesas, a pesar de su impopularidad, dejan también semillas revolucionarias que desencadenarán la Revolución liberal de 1820.
El Decreto del 31 de marzo de 1821 lleva a la abolición del Tribunal del Santo Ofício, por este ser "incompatible con los principios adoptados en las bases de la Constitución", siendo las "causas espirituales y meramente eclesiásticas" restituidas a la "Jurisdicción Episcopal". La Constitución de 1822 establece la libertad de prensa ("la libre comunicación de pensamientos"), sin necesidad de censura previa, aunque se indica que cualesquier abuso pudiera ser sancionado "en los casos y en la forma que la ley determinara". La censura en materia religiosa quedaba reservada al poder eclesiástico episcopal, estando el gobierno comprometido en auxiliar a los obispos a castigar a los "culpables". Pero este periodo de libertad relativa tendrá corta duración. Con la Vilafrancada, un año después, la censura previa es restablecida. El 13 de noviembre, Juan VI de Portugal, conocedor de las influencias revolucionarias que llegan al país a través de diversos periódicos impresos en el extranjero, ensancha la censura también a estos, que pasan a necesitar de licencia regia para entrar en el país. La censura pasa, en 1824, a manos de dos instancias (estando la tercera, la censura inquisitorial, definitivamente extinta): la censura del Ordinario y la del Desembargo del Palacio. 

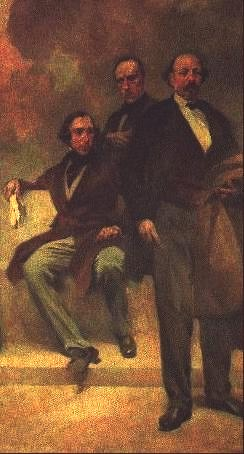
Entre los intelectuales que más se opusieron a la censura, encontramos Almeida Garrett, Alexandre Herculano y José Estêvão de Magalhães - que se opusieron expresamente a la "Lei das rolhas" - aquí unidos en un detalle de un óleo sobre tela en la sala de los Pasos Perdidos, en la Asamblea de la República Portuguesa.

La Carta Constitucional de 1826 vuelve a prescindir de la censura previa en el párrafo tercero del artículo 145 ("Todos pueden comunicar sus pensamientos por palabras y escritos, y publicarlos en la prensa, sin dependencia de censura, contando que hayan de responder por los abusos que cometan en el ejercicio de ese derecho, en los casos y por la forma que la ley determinara"). Pero los gobernantes rápidamente intentaron imponer un control más riguroso en su política de prensa. Francisco Manuel Trigoso de Aragão Morato, jefe de gobierno, crea, el 23 de septiembre, la Comisión de la Censura de los "papeles volantes y escritos periódicos". El 16 de agosto de 1828, esta comisión es abolida, pasando sus cualificaciones censorias, de nuevo a la Mesa del Desembargo del Palacio. 
Será el 21 de noviembre de 1833, con el régimen liberal instalado, cuando Joaquim António de Aguiar publique un Decreto-Ley donde son nombrados los responsables de la censura previa de los periódicos portugueses mientras no hubiera una ley de prensa totalmente de acuerdo con la Carta Constitucional. Esta saldrá el 22 de diciembre de 1834, aboliendo la censura previa, pero, siempre, salvando cualquier abuso - y sus respectivos castigos - que dañasen a la religión católica, el Estado, las buenas costumbres o cualquier otra persona. 
El 3 de febrero de 1840, es presentada una queja de los propietarios de talleres tipográficos a la Cámara de los Diputados, alegando que "sin condena ni pena", han sido víctimas de la arbitrariedad de las autoridades que entran como quieren en sus locales de trabajo, destruyendo varios instrumentos de las prensas. El 11 y 12 de agosto del mismo año, ocurren diversos disturbios en Lisboa que llevan a María II de Portugal a iniciar un ciclo de constantes y sucesivas anulaciones "temporales" de varias garantías y libertades como la libertad de prensa, siempre justificadas por razones de estado y como consecuencia de las revueltas populares que también se suceden. La Carta de Ley del 19 de octubre de António Bernardo de Costa Cabral obligaba a los editores al pago de abultadas fianzas, depósitos e hipotecas y al paso de un examen que los calificara como personas idóneas. La libertad de prensa solo volverá, formalmente, a ser restablecida con la ley del 3 de agosto de 1850 (conocida como "Ley das rolhas"). La opinión pública no la considerará particularmente conforme al espíritu de la Carta Constitucional, al insistir de forma vehemente en las muchas sanciones que, en la práctica, restringían por completo la actividad de escritores y periodistas. Entre los intelectuales que se rebelan contra la ley estaban Alexandre Herculano, Almeida Garrett, António Pedro Lopes de Mendonça, José Estêvão de Magalhães, Latino Coelho etc. De esta opinión es también el Duque de Saldaña que, poco después de subir al poder, la revoca, abriendo un periodo (conocido como la Regeneração) que será particularmente bien recibido por los periodistas que reciben con los brazos abiertos la ley del 17 de mayo de 1866 que lleva a la abolición de cualesquier "cauciones y restricciones para la prensa periódica". 

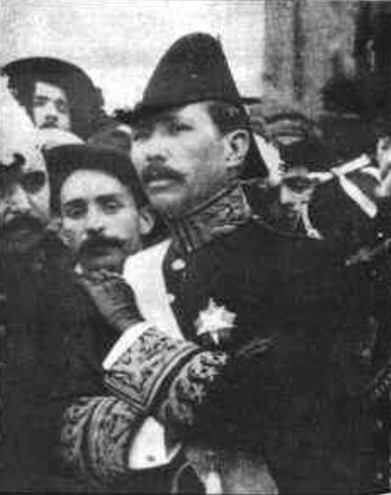
La dictadura de João Franco marca la política censoria de los últimos años de monarquía en Portugal.

El régimen monárquico, sin embargo, intenta plantar cara a la fuerza creciente de los ideales republicanos. La primera acción represiva de peso en este contexto fue el cierre de las Conferencias Democráticas del Casino, donde ya habían disertado Antero de Quental, Augusto Soromenho, Eça de Queirós y Adolfo Coelho. Cuando Salomão Saragga se disponía a hablar sobre la "Divinidad de Jesús", la sala es cerrada, bajo el pretexto de que las "lecciones" ofendían la religión y el "Código Fundamental de la Monarquía". Tras la protesta de medio centenar de intelectuales portugueses a esta actitud del gobierno, Antero y Jaime Batalha Reis apelan para que sea reconocida la ilegalidad del cierre de las Conferencias. El diputado Luís de Campos tendrá oportunidad de decir al Marquês de Ávila y Bolama, entonces ministro del reino (que dimitirá el 11 de septiembre): "Procéselas, pero no las disuelva, que no tiene derecho a eso". 
El 29 de marzo de 1890, un decreto dictatorial obliga a los editores de periódicos a sanciones severas y al cierre de puertas en caso de reincidencia en los delitos. El 13 de febrero de 1896, el gobierno de Ernesto Rodolfo Hintze Ribeiro toma medidas aún más drásticas. A pesar de no existir censura previa, la policía incauta todo lo que critique a las instituciones monárquicas. Solo el 7 de julio de 1898 otra ley volverá a dar algún aliento a la prensa portuguesa. Pero, el 20 de junio de 1907, durante el golpe de Estado de João Franco, son prohibidos cualquier "escrito, dibujo o impreso atentatórios del orden o de la seguridad pública", pudiendo los gobernadores civiles cerrar los periódicos que así fueran considerados (lo que le aconteció, de hecho, a muchos periódicos). Esta ley será revocada con el fin de la dictadura de João Franco, cuando Manuel II de Portugal sube al trono, pero la represión se mantiene. Un "gabinete negro" es designado para cada tribunal criminal, para vigilar la prensa periódica publicada en cada comarca, de modo a evitar cualquier crítica al régimen, de acuerdo aún con una ley, también de João Franco.

## La Primera República

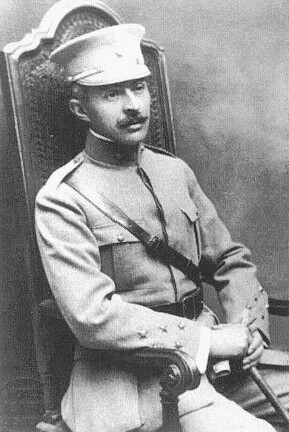
Sidónio Pais subió al poder criticando el uso de la censura previa por el gobierno de Afonso Costa, pero hará, inevitablemente, uso de esta, debido a la Guerra.

Con la Proclamación de la República Portuguesa, rápidamente se crea una nueva ley de prensa que, según su artículo 13, pretende restituir la libertad de expresión, no impidiendo críticas a la acción gobernativa, ni a cualesquier doctrinas políticas y religiosas (28 de octubre de 1910). Pero, ante los ataques de los monárquicos, el gobierno republicano impone también, el 9 de julio de 1912, un conjunto de medidas y situaciones que justificaban la aprensión de publicaciones por las autoridades judiciales, administrativas y policiales, después del debido juicio. Se prohibían, así, escritos de índole pornográfica, que ultrajasen las instituciones republicanas o comprometiesen la seguridad del Estado. 
Con la Primera Guerra Mundial, es instaurada la censura el 12 de marzo de 1916, como consecuencia de la declaración de Guerra por parte de Alemania. Fue dada la orden de aprensión de todos los documentos cuya publicación pudiera perjudicar la defensa nacional o que fueran considerados como propaganda contra la guerra. La censura previa, ahora a cargo del Ministerio de la Guerra, fue siempre vista como una excepción temporal, porque era anticonstitucional. El golpe de Estado militar de Sidónio Pais será, en parte, justificado también gracias a la impopularidad de la censura previa, ahora bien patente en los periódicos, donde figuran áreas en blanco en el lugar del texto censurado, para que el público supiese donde había incidido la censura. Pero, País también tendrá que recurrir a la censura previa, sumada a otros actos represivos del gobierno, hasta que llegue el final de la Guerra.

## El Estado Novo
Tras el golpe militar del 28 de mayo de 1926, Gomes da Costa aprueba el Decreto del 5 de julio de 1926 donde se aseguraba la libertad de pensamiento "independientemente de cauciones o censura", aunque se insista en la prohibición de los ultrajes a la instituciones republicanas y a cualquier comportamiento que ponga en causa el orden público. La ley de prensa del nuevo ejecutivo militar repite casi textualmente las garantías del artículo 13 de la ley de prensa de la Primera República, permitiendo la crítica y la libertad de discusión de leyes, doctrinas políticas y religiosas, actos del gobierno, etc., siempre que tuvieran cómo objetivo "esclarecer y preparar la opinión pública para las reformas necesarias(...)". Pero poco después, el 29 de julio, se restablece la censura previa. El Estado Novo nunca tomó una posición censória asumida, evitando aún discutir el asunto, que pocas veces fue llevado al Parlamento. El estudio restricto a la legislación casi puede llevar a la creencia en un régimen bastante permisivo. El 27 de mayo de 1927 es reformada la ley de la propiedad literaria que supuestamente garantizaba el derecho de publicación por la prensa, independientemente de la censura previa. Un decreto del 3 de septiembre de 1926 extendía esta concepción de la libertad de prensa a Ultramar, que debería regirse por los mismos principios definidos para la Metrópoli, que vendrían a ser consagrados en la ley del 27 de junio de 1927. La Constitución Portuguesa de 1933, publicada el 11 de abril, sale a la vez que el Decreto 22 469. Mientras que el artículo 8º de la Constitución, en el n.º 4, establece "la libertad de pensamiento bajo cualquier forma", en el n.º 20 dice que "leyes especiales regularán el ejercicio de la libertad de pensamiento" - el artículo 3º declara, siendo la única constitución de la historia portuguesa que especifica este asunto, que la función de la censura será "impedir la perversión de la opinión pública en su función de fuerza social y deberá ser ejercida de forma que la defienda de todos los factores que la desorienten contra la verdad, la justicia, la moral, la buena administración y el bien común, y para evitar que sean atacados los principios fundamentales de la organización de la sociedad" - claro que el gobierno reservaba para sí los criterios de lo que sería la verdad, la justicia, la moral, etc. De hecho, será el propio António de Oliveira Salazar que diga ese año que "Los hombres, los grupos, las clases ven, observan las cosas, estudian los acontecimientos a la luz de su interés. Sólo una entidad, por deber y posición, tiene que ver todo a la luz del interés de todos". El decreto 22 469 es explícito al instaurar la censura previa en publicaciones periódicas, "hojas volantes, folletos, carteles y otras publicaciones, siempre que en cualquiera de ellas se versen asuntos de carácter político o social". 

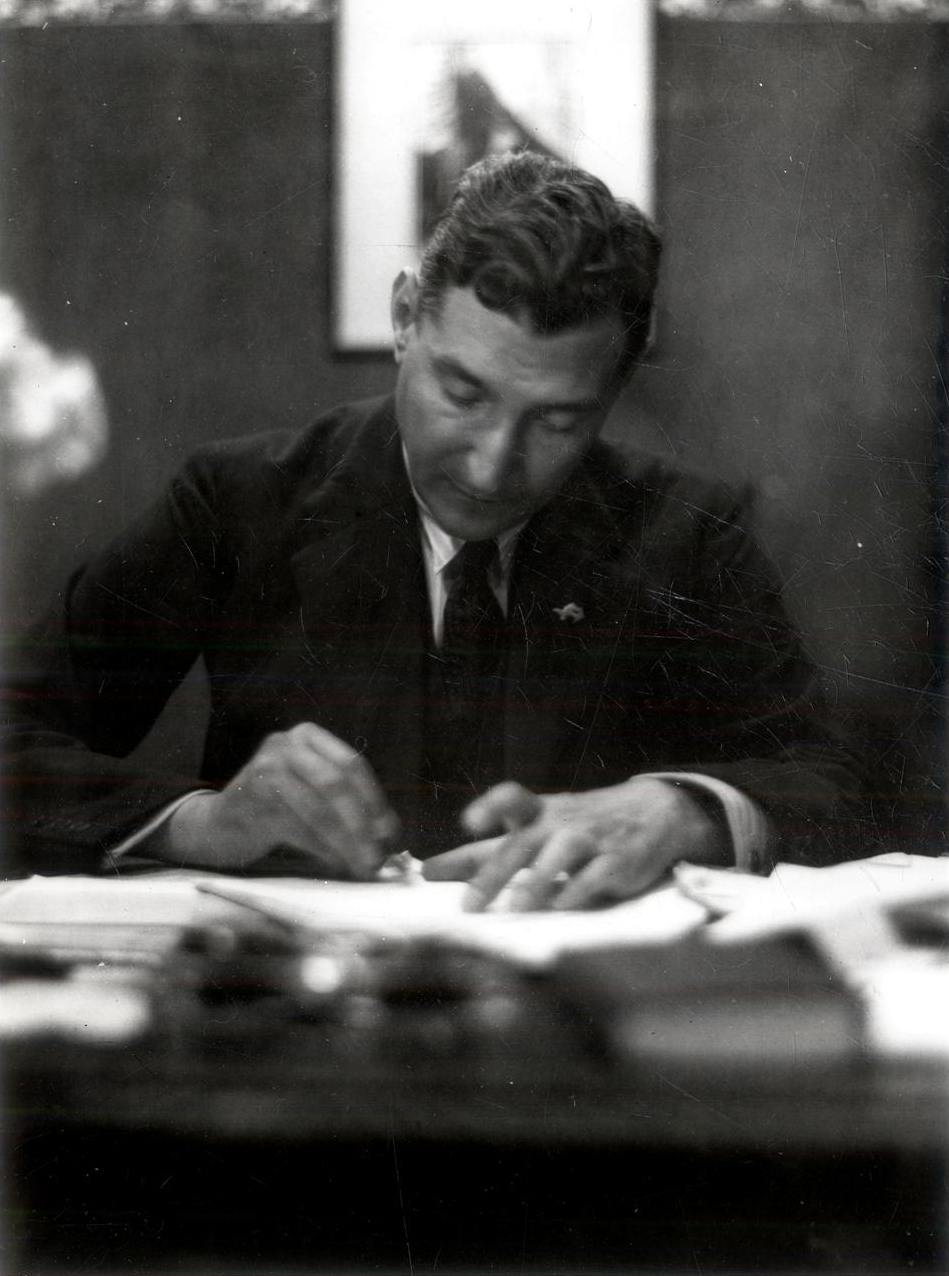
António de Oliveira Salazar, en la inauguración del Secretariado Nacional de la Información: "Políticamente, sólo existe aquello que el público sabe que existe."

El 14 de mayo de 1936 es regulada la fundación de periódicos y se prohíbe la publicación de publicidad oficial (del Estado) en algunos de ellos, para que no sea el propio Estado el que financie a sus enemigos, además de prohibirse la entrada en Portugal de cualquier publicación que no fuera acorde a criterios del gobierno portugués. La Normativa de los Servicios de Censura fue adoptada en noviembre del mismo año, pero no llega a ser publicada en el Diario del Gobierno. Quién quisiera crear algún periódico o revista tenía, a partir de entonces, que requerir la autorización de la Dirección de este organismo. Mientras que, durante la Primera República, los espacios censurados debían aparecer en blanco, en señal de censura, el Estado Nuevo intenta, por todos los medios, borrar esas señales, obligando los periódicos a alterar por completo la organización de las páginas pocas horas antes de salir. A esto se añade que a veces tenían que presentar pruebas a la comisión de censura, por lo que el mantenimiento de un periódico se hacía insoportablemente dispendiosa para algunos editores, que acaban por entrar en suspensión de pagos - está claro que las comisiones de censura penalizarán especialmente a los periódicos más rebeldes con este género de exigencia. En 1944, el organismo de censura pasa a depender del Secretariado Nacional de Información, que, por su parte, estaba bajo la autoridad del propio Presidente del Consejo (Salazar). Armados con el célebre "lápiz azul", con el que se cortaba todo texto considerado impropio, los censores de cada distrito o ciudad, a pesar de recibir instrucciones genéricas en cuanto a los temas más sensibles, variaban mucho en el grado de severidad. De hecho, se verifica que hubo regiones del país donde estos eran más permisivos y otras donde eran exageradamente represivos. Esto se debía al hecho de constituir un grupo muy heterogéneo a nivel intelectual. Muchos reconocían rápidamente cualquier texto más o menos "peligroso" o revolucionario, mientras que otros dejaban fácilmente pasar contenidos abiertamente subversivos. Una orden de la Dirección de los Servicios de Censura consideraba, en lo que concierne a la literatura infantil y juvenil, que "parece deseable que los niños portugueses sean educados, no como ciudadanos del Mundo en preparación, sino como niños portugueses, porque más tarde ya no serán niños, pero continuarán siendo portugueses". Los libros no eran sujetos a la censura previa pero podían ser incautados tras la publicación, lo que era hecho con frecuencia por la Dirección General de Seguridad, que emitía órdenes de búsqueda para librerías. Correos controlaba la circulación de libros. La Inspección Superior de Bibliotecas y Archivos prohibía la lectura de determinados documentos - no se podía leer nada referente a la India Portuguesa que fuera posterior a la Guerra de Baçaim (1732/1739) y la Biblioteca Nacional contenía obras listadas que no podían ser leídas. La sustitución de Salazar por Marcello Caetano prometió alguna liberalización - el propio Presidente del Consejo prometió una nueva Ley de Prensa en una entrevista al Estado de São Paulo, pero poco cambió. De acuerdo con una de las características que más marcaron la "evolución en la continuidad" de Caetano, cambió el nombre dado a la cosas: la Censura Previa pasa a designarse Examen Previo. El Secretario de Estado de Información y Turismo dirá que "Nada cambió en esta casa, ni el espíritu, ni la devoción a los valores esenciales, ni la línea de acción (...)", manteniéndose lo que era presentado como el propósito de Salazar: "dar aquí testimonio de la verdad". 
El 26 de octubre de 1972, por ejemplo, acerca de una noticia sobre la prohibición de una pieza de teatro, (una adaptación del "O Arco de Sant’Ana" de Almeida Garrett), los Servicios de Examen Previo del Puerto no aceptaron, como se puede comprobar en un telegrama, que la noticia hiciera mención de la prohibición: "No decir que fue prohibida. Puede, sin embargo, decirse que ya no va a escena".

## Efectos de la censura en la creatividad nacional
Ya Luís de Camões tuvo que someter el texto de "Los Lusíadas" a los censores del Santo Ofício, en el Monasterio de S. Domingo, discutiéndolo verso a verso. Aquel que hoy es considerado el más grande poema de la Lusofonia pasó aún por una fase de olvido, siendo ignorado y despreciado, lo que también puede ser considerado una forma sutil de censura. 
El 25 de julio de 1567, Damião de Góis veía impresa la cuarta parte de su Crónica do Felicíssimo Rei D. Manuel. Sin embargo, más de cinco años después, aún no estaba a la venta porque, supuestamente, el obispo D. António Abeto tenía que emendar un error en una página. La censura previa daba, por lo tanto, lugar a abusos de poder por parte de los censores cuando estos tenían alguna cuestioncilla con los autores. 
Hasta el Padre António Vieira fue detenido por la Inquisición, de 1665 a 1667, por defender abiertamente en sus escritos a los cristianos nuevos y criticar la forma de actuar de los dominicos del Santo Ofício. 
Más graves fueron los procesos en los que se vio envuelto el dramaturgo António José da Silva, conocido por el sobrenombre de "El Judío", que fue prendido y torturado en 1726, juntamente con la madre. En 1737 fue detenido nuevamente, también con la madre, esposa e hija, siendo degollado y quemado en un auto de fe en el Terreiro do Trigo en Lisboa. La mujer y la madre fueron igualmente quemadas vivas. 
En el último auto de fe realizado en Portugal, más suerte tuvo Francisco Xavier de Oliveira, Caballero de Oliveira que, condenado por el Santo Ofício el 18 de agosto de 1761, consiguió escapar, estando exiliado en Holanda. En Portugal quemaron su imagen e incautaron sus obras. 

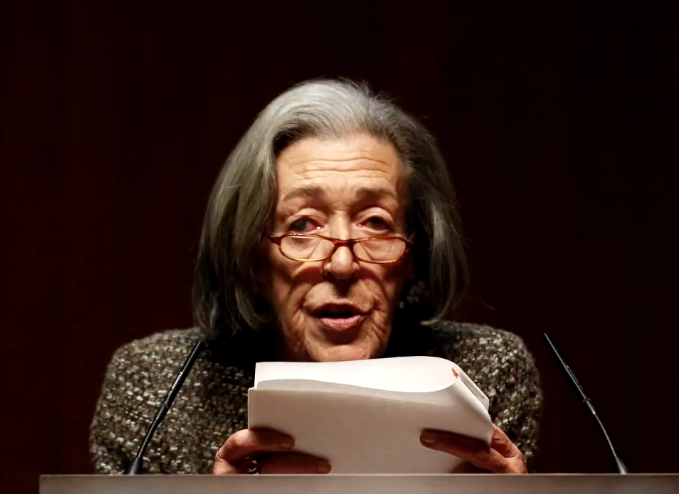
Maria Velho da Costa, autora de una "Ova Ortegrafia": "Ecedi escrever ortado; poupo assim o rabalho a quem me orta..."

Más tarde, durante del Estado Nuevo, Maria Velho da Costa, Maria Teresa Horta y Maria Isabel Barreno se vieron envueltas en un proceso judicial que fue famoso debido a la publicación de su obra conjunta "Novas cartas portuguesas", que contenían partes pornográficas e inmorales - hoy está de acuerdo en que la obra hace sólo una crítica mordaz al patriarcalismo lusitano y a la condición de la mujer en Portugal ("¿En que refugio nos abrigamos o que lucha es la nuestra tan sólo en el dominio de las palabras?"). Maria Velho da Costa escribirá más tarde, en reacción a esta situación, una "Ova Ortegrafia" que comienza con "Ecedi escribir ortado; ahorro así el rabalho a quién me orta..." ("Cedí escribir ortado; ahorro así el rabajo a quién me orta...").
El miedo y el hecho de que no merece la pena escribir determinadas cosas porque podrán no pasar la censura condiciona la actividad de los escritores, que no saben si sus obras serán incautadas o no. Los periodistas fueron desde siempre una de las clases que más sufrieron con este género de autocensura, al recair sobre ellos la responsabilidad de que el periódico no atrasara su tirada a causa de alguna frase apenas pensada o temeraria. Ferreira de Castro escribe, en 1945: "Cada uno de nosotros coloca, al escribir, un censor imaginario sobre la mesa de trabajo".
Algunos autores comenzaron, entonces, a usar término metafóricos: en vez de Socialismo, escribían "Aurora", en vez de Revolución, escribían "Primavera", en vez de Policía, "Vampiro", lo que convertía mucha de la prosa que se escribía en textos poéticos que algunos recuerdan, paradójicamente, con nostalgia. El poema de David Mourão Ferreira, que se hizo famoso en la voz de Amália Rodrigues en la forma del "Fado de Peniche", termina con "Al menos oyes el viento! - Al menos oyes el mar" lo que hace una referencia casi explícita a los presos políticos, como los que se encontraban en el Fuerte de Peniche, donde se oía, con certeza, el mar y el viento, a veces en situaciones de extrema angustia y de tortura. Por otro lado, este lenguaje cifrada creaba en los lectores una actitud de hipercriticismo - se dudaba de todo lo que se leía, buscándose segundos significados, hasta donde no existían. 
Se cuenta, por ejemplo, que el célebre estribillo de las Janeiras (como la versión de Zeca Afonso): "Pam, pa ra ri ri, Pam, pa ra ri ri, Pam, pam, pam..." era a veces cantado, en conciertos como "Vão parar à PIDE, vão parar à PIDE, vão, vão, vão..." ("Van a parar a la PIDE, van a parar a la PIDE, van, van, van..."), lo que habría ocasionado situaciones cómicas como la de un censor que se juntó al coro subversivo, juzgando cantar solo una simple canción popular y que después fue severamente reprendido, por su inocencia, por los superiores.

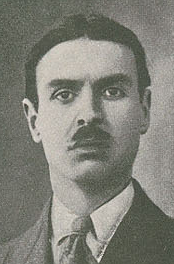
Aquilino Ribeiro, escritor portugués particularmente perseguido durante el Estado Nuevo

Muchos fueron los autores que vieron sus libros incautados o fueron detenidos, como Soeiro Pereira Gomes, Aquilino Ribeiro, José Régio, Maria Lamas, Rodrigues Lapa, Urbano Tavares Rodrigues, Alves Redol, Alexandre Cabral, Orlando da Costa, Alexandre O´Neil, Alberto Ferreira, António Borges Coelho, Virgílio Martinho, António José Forte, Alfredo Margarido, Carlos Coutinho, Carlos Loures, Amadeu Lopes Sabino, Fátima Maldonado, Hélia Correia, Raul Malaquias Marques, entre muchos otros. 
Aquilino Ribeiro, por ejemplo, vio incautado su libro Cuando los lobos oigan de 1958. El régimen consideraba el libro injurioso para el Estado portugués, por lo que le se vio envielto en un proceso criminal que, sin embargo, fue archivado, tras una amnistía y tras un movimiento de apoyo de intelectuales de renombre extranjeros, principalmente franceses, como François Mauriac, Louis Aragon y André Maurois. Con ocasión de su muerte, y como consecuencia de diversos homenajes al escritor, la censura prohibió cualquier noticia referente las estos eventos.
En 1965, la Sociedad Portuguesa de Autores tuvo la osadía de atribuir el «Premio Camilo Castelo Branco» al escritor angolano Luandino Vieira, por su libro Luuanda. Luandino cumplía en ese momento una pena de 14 años de prisión, en el Tarrafal, acusado de terrorismo (luchaba por la independencia de Angola). La consecuencia fue la disolución de la Sociedad por orden del Ministerio de Educación y la vandalización de su sede en Lisboa. La noticia fue prohibida en todos los periódicos. Jaime Gama, que escribió un artículo sobre el asunto en el periódico "Azores", que después se transformó en el "Açoriano Oriental", fue, por eso, detenido por la PIDE. 
En el cine, por ejemplo, el régimen, además de prohibir determinados películas y escenas, buscó dificultar la transmisión de determinadas ideas para el público menos alfabetizado. Así, la Ley 2027 de 1948, cuando António Ferro dirigía el Secretariado Nacional de Información, se prohibió el doblaje de películas extranjeras: "no se permite la exhibición de películas extranjeras doblados en lengua portuguesa ni la importación de películas extranjeras en lengua portuguesa, excepto las realizados en Brasil". Esta ley, que hoy día agrada a muchos cinéfilos por mantener el sonido original de las películas, no tenía cualquier justificación de índole estética: los subtítulos eran más fácilmente adulterados, quedando determinadas partes de las películas sin traducción o apenas traducida, de modo a no enfocar determinados asuntos prohibidos. 
Varios intelectuales portugueses han demostrado de varias formas como la censura ha sido castradora para el desarrollo cultural nacional. Algunos autores indican aunque reside en la censura la causa de que las élites culturales portuguesas se hayan definido, a lo largo del tiempo, como una "aristocracia cerrada", desconectada del resto de la población. Eso se nota, por ejemplo, en la separación que existe entre la cultura popular y la "alta cultura" - por un lado existe la cultura de los arraiais, de la música pimba, de los ranchos folclóricos (muy incentivados por la política del Estado Novo) y por otro, una literatura que alcanza por veces grados extraordinarios de complejidad, lo que la hace totalmente inaccesible a la mayoría de la población; un cine de autor incomprensible para cualquier portugués de cultura media, etc.

## En la actualidad
La libertad de expresión fue una de las conquistas de la Revolución de los Claveles. Rápidamente aparecieron también las críticas de determinados sectores de la población que se rebelaban contra el "exceso de libertad" que presentaban periódicos, revistas, televisión, radio, teatro y cine. Películas hasta entonces prohibidos pasaron a ser exhibidas, algunos con muchos años de retraso, para alegría de unos y para horror de otros. La crítica social y política en los teatros (por ejemplo en el cabaret) y en la televisión se hizo vulgar.
La Constitución portuguesa de 1976 volvió a consagrar la libertad de expresión e información (artículo 37.º) y la libertad de prensa (artículo 38.º). Revisiones posteriores ampliaron la libertad de expresión para todos los medios de comunicación social. 
Ocasionalmente el fantasma de la censura aún aparece y son hechas acusaciones a determinadas entidades patronales, al gobierno y a lobbies de mover influencias en los medios de comunicación. Herman José, en 1988, tuvo que terminar abruptamente la transmisión de los episodios de la serie "Humor de Perdição". El Consejo de Gerencia de la Radio Televisión Portuguesa justificó el acto debido a la famosas "entrevistas históricas", escritas por Miguel Esteves Cardoso, donde personajes de la Historia de Portugal eran presentadas de forma poco digna - referencias a la supuesta homosexualidad de Sebastián I de Portugal, por ejemplo, son frecuentemente apuntadas como la causa de la censura. Años más tarde, una broma del mismo humorista sobre la Última Cena será también severamente criticada por varias personalidades que exigieron la censura de tales atentados a la religión de la gran mayoría de los portugueses. Igual polémica se instaló en 1991 con la transmisión de la película El imperio de los sentidos de Nagisa Oshima en la RTP2, considerado extremadamente violento y obsceno por varias personas y que llevó a un extenso debate sobre las fronteras entre el erotismo y la pornografía. "Aprendí más en diez minutos de película que en toda mi vida", dijo en la época el arzobispo de Braga Eurico Días Nogueira. 
En 1992, el subsecretário de la Cultura, Souza Lara, vetó la candidatura de la novela El Evangelio según Jesucristo de José Saramago al Premio Literario Europeo, justificando tal decisión con que la obra no representaba Portugal sino que más bien desunia el pueblo portugués. A consecuencia de lo que consideró ser un acto de censura por parte del gobierno portugués, Saramago se mudó en 1993 a España, pasando a vivir en Lanzarote, en las islas Canarias. 
En el 2004, hubo el "caso Marcelo Rebelo de Sousa", comentador político (antiguo dirigente del PSD - partido entonces en el poder) que, estando trabajando en la estación televisiva TVI, habría recibido presiones por parte del presidente de la estación, Miguel País do Amaral y del ministro de Asuntos Parlamentarios, Rui Gomes da Silva, para que dejara de criticar de forma tan virulenta al gobierno.